# Kana Galilejska

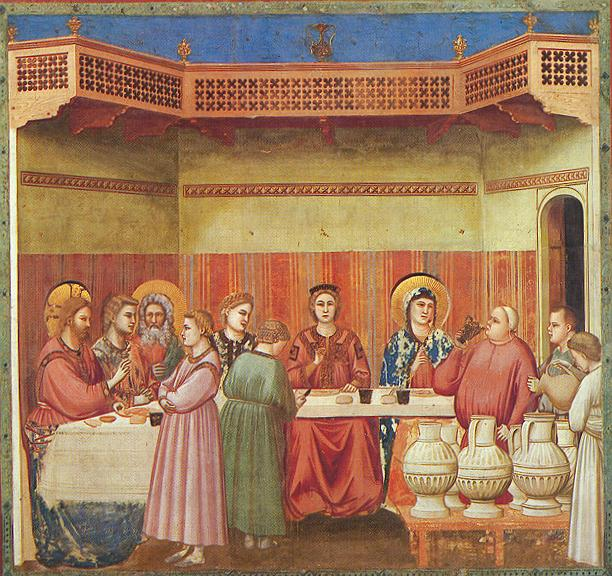
Wesele w Kanie Galilejskiej na obrazie Giotta

Kana Galilejska – znana z Ewangelii świętego Jana [J 2, 1-12] miejscowość, w której Jezus Chrystus dokonał swojego pierwszego cudu przemiany wody w wino na godach weselnych.
Kana Galilejska stała się tematem wielu dzieł sztuki. Obraz pod tym właśnie tytułem namalował na początku XIV wieku Giotto di Bondone, a później, w 1563 − włoski malarz epoki renesansu, Paolo Veronese. Literackie opisy Kany to przede wszystkim góralska gawęda Jana Kasprowicza, Cud w Kanie Galilejskiej (1926) oraz napisany nieco wcześniej poemat narracyjny Henry'ego Wadswortha Longfellowa, The Marriage in Cana (1851) wchodzący w skład misterium − Chrystus: A Mistery. Longfellow wzbogacił obraz weselnych godów o fragmenty dialogu pomiędzy Oblubieńcem a Oblubienicą zaczerpnięte z Pieśni nad Pieśniami.
Chociaż różne współczesne miejscowości pretendują do miana ewangelicznej Kany, tradycja chrześcijańska utożsamia biblijną Kanę z miejscowością Kefar Kanna w północnym Izraelu. To w Kefar Kannie znajduje się sanktuarium Pierwszego Cudu Jezusa, którym opiekują się franciszkanie z Kustodii Ziemi Świętej.
Z Kany Galilejskiej według tradycji pochodził Bartłomiej, jeden z apostołów, zwany również Natanaelem. W Kefar Kannie znajduje się poświęcona mu kaplica.